# Утябаева
Утябаева — деревня в Аргаяшском районе Челябинской области России. Входит в состав Аязгуловского сельского поселения.
Деревня упоминается в источниках с 1795. В советский период на территории располагалась бригада колхоза имени Куйбышева. 

## География
Расположена в северной части района, на берегу реки Зюзелги, до районного центра село Аргаяш 11 км, до центра сел. поселения село  Аязгулова — 5 км.

## Население
| 2002 | 2010 |
| ---- | ---- |
| 53   | ↗56  |

(в 1868 — 57, в 1873 — 63, в 1889 — 70, в 1900 — 73, в 1959 — 104, в 1970 — 137, в 1983 — 85, в 1995 — 51)

## Улицы
- Зеленый переулок
- Улица Мира
- Центральная улица